# 皇家約克道

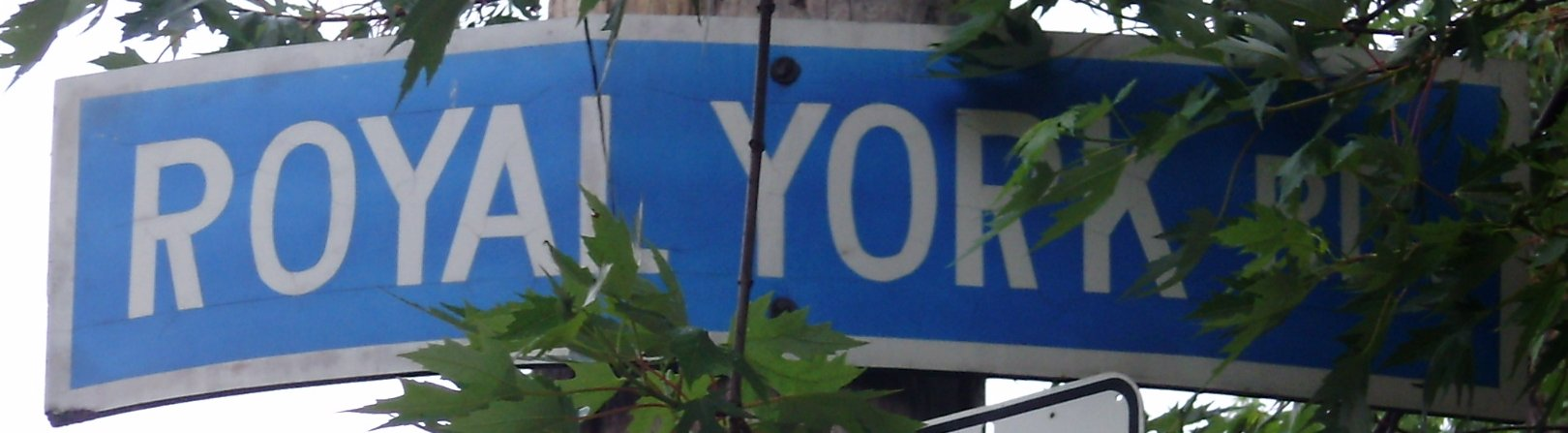
美美高社區內皇家約克道的路牌，靠近其南端盡頭

皇家約克道（英語：Royal York Road），前稱教堂街（Church Street）或新教堂街（New Church Street），是加拿大安大略省多倫多的一條南北主幹道。該道路穿過許多住宅區，其中最著名的是美美高及京士威。該道被多倫多市府列為「小主幹道」。
道路南始安大略湖附近，即湖濱大道以南，然後穿過美美高、女皇道、新寧利（Sunnylea）、京士威及漢伯河谷村等社區。該道路也是位於艾靈頓路以北的漢伯嶺及富景社區的邊界。該道路穿過三條小溪：美美高溪及漢伯河的兩條支流（漢伯溪及銀溪）。
市政上，皇家約克道終止於狄臣道，但其實際路線繼續向北延伸至聖菲臘士道（St. Phillips Road），終止於韋斯頓道。聖菲臘士道以北的韋斯頓道繼續向北延伸，與皇家約克道的總體路線相同，最終通向旺市。

## 歷史
皇家約克道最初是美美高村內的一條街道。19世紀末，村莊有人定居，稱其為教堂街。那時，此處的北面是一條土路。這種情況在1920年代京士威開發及1930年代漢伯河谷村開發時發生了變化。此時，鋪好的路段一直延伸至艾靈頓路。到20世紀50年代，其餘區域均已開發完畢，整條道路終於鋪平。
皇家約克道後完成了多個重建項目。在此過程中，美美高溪與Usher Avenue之間的路段獲得批准並塗漆的1.25米寬單車徑因太窄而受到批評。其不符合加拿大運輸協會 （页面存档备份，存于）要求最低1.5米寬的標準（多倫多市府遵循該標準）。

## 地標
皇家約克道沿線的地標（從北到南）：
- 河谷墳場（Riverside Cemetery）
- 皇家約克廣場（Royal York Plaza）
- 諸聖天主教小學（All Saints Catholic Elementary School）
- 漢伯城購物中心（Humbertown Shopping Centre）
- 地鐵皇家約克站
- 美美高GO車站（英语：Mimico GO Station）

## 路口
多倫多與皇家約克道相交的主要街道（從北到南）：
- 狄臣道
- 羅倫斯路
- 艾靈頓路
- 登打士西街
- 布魯亞街
- 女皇道
- 湖濱大道（英语：Lake Shore Boulevard）